# Yandé Codou, la griotte de Senghor
Yandé Codou, la griotte de Senghor es un documental belga-senegalés de 2008 escrito y dirigido por Angèle Diabang Brener y protagonizado por Yandé Codou Sène, dos años antes de su muerte. El documental es un retrato de la vida y obra de Yandé Codou Sene, Griot oficial del presidente Léopold Sédar Senghor, y una de las más influyentes artistas de Senegal y senegambiana durante décadas a pesar de haber grabado su primer disco hasta la edad de sesenta y cinco años. La música estuvo a cargo de Yandé Codou Sène, Wasis Diop y Youssou N'Dour.

## Sinopsis
La griotte Yandé Codou Sène, de alrededor de 80 años, es una de los últimos representantes de la poesía polifónica de Serer. El documental, rodado durante cuatro años, es un retrato íntimo de la diva que viajó por la historia de Senegal al lado de una de las figuras legendarias del país, el poeta y presidente, Léopold Sédar Senghor. Una historia dulce y amarga sobre la grandeza, gloria y  paso del tiempo.

## Premios
- Festival de Cine de Dakar 2008: Premio del Público al Mejor Documental (6 de diciembre de 2008)[7]